# متیس آبلین
متیس آبلین (انگلیسی: Matthis Abline؛ زادهٔ ۲۸ مارس ۲۰۰۳) بازیکن فوتبال اهل فرانسه است.
وی همچنین در تیم‌های ملی فوتبال France national under-16 football team، زیر ۱۷ سال فرانسه، و زیر ۱۹ سال فرانسه بازی کرده‌است.